# Maladera andamana
Maladera andamana är en skalbaggsart som beskrevs av Brenske 1898. Maladera andamana ingår i släktet Maladera och familjen Melolonthidae. Inga underarter finns listade i Catalogue of Life.